# Georg Ratzinger (1924–2020)
Georg Ratzinger (ur. 15 stycznia 1924 w Pleiskirchen, zm. 1 lipca 2020 w Ratyzbonie) – niemiecki duchowny katolicki, protonotariusz apostolski, dyrygent chórów kościelnych, starszy brat papieża Benedykta XVI.

## Życiorys
Od dzieciństwa interesował się muzyką i grał na organach kościelnych już jako 11-latek. Rozpoczął edukację muzyczną, ale przerwał ją w 1942 po wcieleniu do Wehrmachtu. Był ranny w czasie walk we Włoszech (1944). Po wojnie przebywał przez krótki czas w amerykańskim obozie jenieckim.
W styczniu 1946 wspólnie z młodszym bratem Josephem rozpoczął studia w seminarium archidiecezjalnym metropolii monachijsko-fryzygijskiej; bracia otrzymali wspólnie święcenia kapłańskie 29 czerwca 1951 z rąk kardynała Michaela von Faulhabera.
Georg Ratzinger kontynuował studia w dziedzinie muzyki kościelnej w Monachium. Po ich ukończeniu w 1957 został dyrygentem chóru w parafii w Traunstein. W lutym 1964 zastąpił zmarłego ks. Theobalda Schremsa na stanowisku dyrektora muzycznego katedry św. Piotra w Ratyzbonie i dyrygenta chóru katedralnego (chorus master) Regensburger Domspatzen, zrzeszającego młodych śpiewaków. Wraz z chórem nagrywał płyty z dziełami muzyki kościelnej (m.in. J.S. Bacha) i odbywał tournée koncertowe po wielu krajach (USA, kraje skandynawskie, Kanada, Tajwan, Japonia, Irlandia, Polska, Węgry, Watykan), a także coroczne podróże z koncertami po Niemczech. Chór śpiewał m.in. w maju 1977 na konsekracji biskupiej Josepha Ratzingera, w 1978 w czasie wizyty w Niemczech królowej brytyjskiej Elżbiety II i w 1980 w czasie wizyty w Monachium Jana Pawła II.
Przeszedł na emeryturę z pracy z chórem w 1994, pozostał kanonikiem kapituły katedralnej w Ratyzbonie. Ponownie stał się obiektem zainteresowania mediów po wyborze brata na papieża 18 kwietnia 2005.
Od 2010 ujawniane są przypadki molestowania i stosowania przemocy fizycznej wobec chórzystów Regensburger Domspatzen. W 2010 Ratzinger przyznał się do policzkowania chłopców. W chwilach gniewu miał policzkować młodych śpiewaków i nie reagować w podobnych przypadkach, kiedy sprawcami byli inni. Jednocześnie dawni chórzyści opisywali go jako człowieka życzliwego o ojcowskim charakterze – tyle że poza próbami. Jednak zajmowanie się tym po dekadach nazwał „głupotą”. Zaprzeczał jednak, jakoby wiedział o molestowaniu seksualnym.
W 2016 opublikowano raport dotyczący molestowania i przemocy fizycznej w chórze Regensburger Domspatzen w latach 1953–1992. Ratzinger zaprzeczał wówczas, że jako kierownik chóru wiedział o przemocy w chórze. Autor kolejnego raportu (opublikowanego w 2017), adwokat Ulrich Weber, niezależny rzeczoznawca, zarzucił Ratzingerowi odwracanie oczu od przemocy fizycznej dokonywanej na dzieciach, nie ma jednak dowodów, że wiedział on także o wykorzystywaniu seksualnym dzieci. Biskupstwo Ratyzbony zareagowało na raport przyznaniem się do winy.
W 2019 opublikowane zostały wyniki analizy dotyczącej chóru Regensburger Domspatzen zleconej przez diecezję ratyzbońską. Analiza obejmowała lata 1945–1992. Według raportu, w czasie prób chóru Ratzinger łatwo wybuchał gniewem i stosował nadmierny rygor, którego następstwem były kary cielesne i psychicznie upokorzenia. Po próbach z kolei był otwarty na problemy chłopców. Ofiarami przemocy w ratyzbońskim chórze padło w całym badanym okresie co najmniej 500 uczniów. Jak poinformował biskup Voderholzer, za wyrządzone krzywdy wypłacono do tej pory prawie 3,8 mln euro. Ofiary otrzymały od 2,5 tys. do 25 tys. euro zadośćuczynienia.

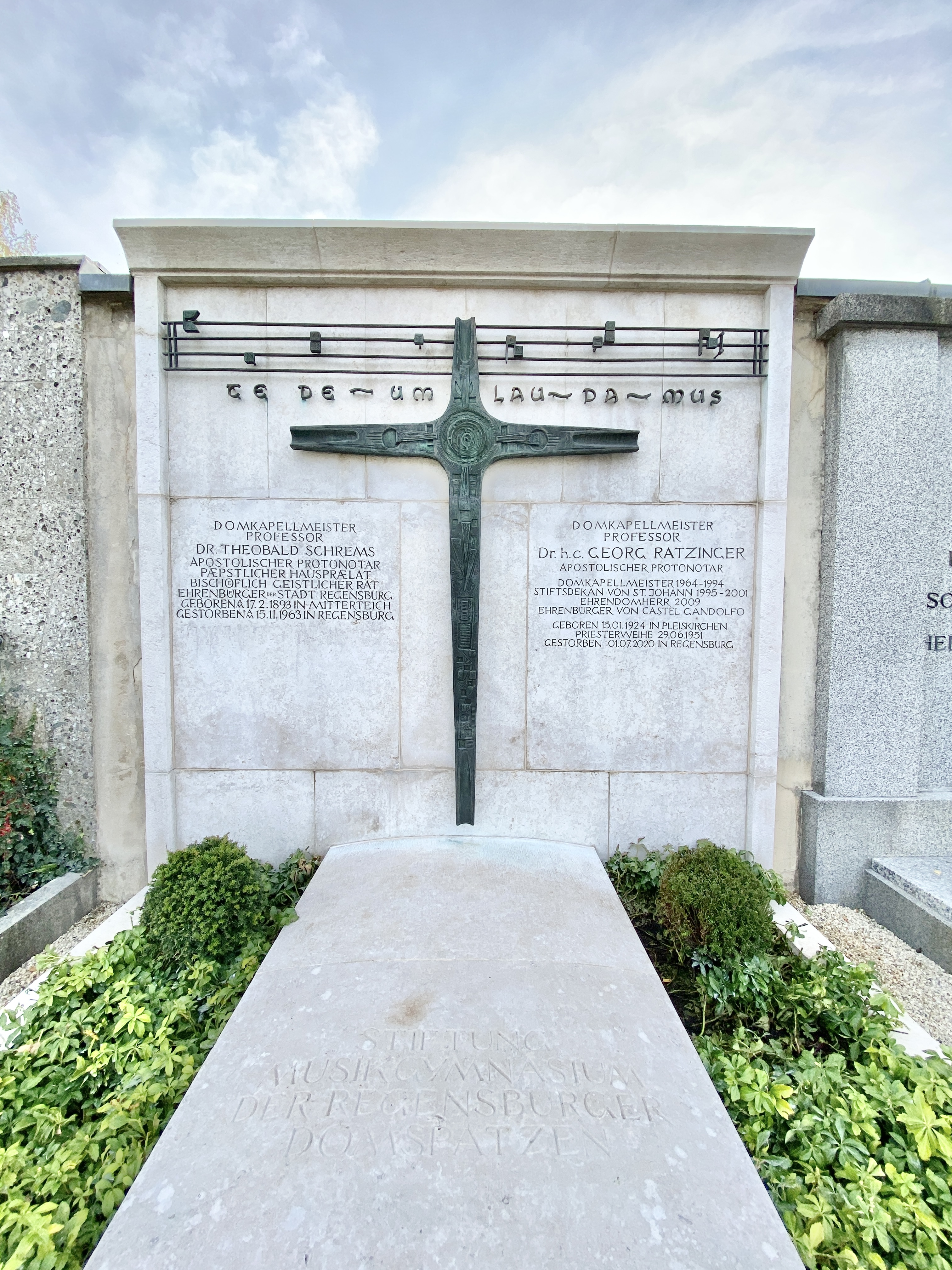
Grób Georga Ratzingera w Ratyzbonie

Zmarł 1 lipca 2020 w wieku 96 lat w Ratyzbonie. Kilkanaście dni przed śmiercią odwiedził go młodszy brat, emerytowany papież Benedykt XVI. Jego ostatnie pożegnanie odbyło się 8 lipca 2020 na cmentarzu katolickim w Ratyzbonie gdzie pochowano go w grobie należącym do fundacji chóru katedralnego „Domspatzen”.

## Wyróżnienia i odznaczenia
Został uhonorowany tytułami papieskimi – kapelana (1967), prałata honorowego (1976) i infułata (1994).
W 1981 odznaczono go Krzyżem Wielkim Orderu Zasługi RFN.